# 前川健一
前川 健一（まえかわ けんいち、1952年 - ）は、日本の紀行作家。

## 略歴
東京都生まれ。高校卒業後の1973年から、建設作業員、清掃作業員、料理人を務めながら世界を巡る。1976年から2年間、中国料理店で料理を修業。
1988年、東南アジアの食文化について深く記した『東南アジアの日常茶飯』が話題になる。1990年代に入ってバンコク定点観察者として『バンコクの好奇心』などを著わす。
2000年『アフリカの満月』でJTB紀行文学大賞・奨励賞を受賞。2004年には「東南アジアにおける民衆の生活文化の理解に果たした業績」により大同生命地域研究特別賞を受賞。

## 著書
- 『東南アジアの日常茶飯』（弘文堂） 1988.3
- 『路上のアジアにセンチメンタルな食欲』（筑摩書房） 1988.12
- 『バンコクの匂い』（めこん） 1991.8
- 『バンコクの好奇心』（めこん） 1991.12
- 『まとわりつくタイの音楽』（めこん） 1994.3
- 『アジアの路上で溜息ひとつ』 (講談社文庫) 1994.12
- 『タイの日常茶飯』 (弘文堂） 1995.8
- 『タイ・ベトナム枝葉末節旅行』（めこん） 1996.7
- 『いくたびか、アジアの街を通りすぎ』 (講談社文庫） 1997.8
- 『バンコクの容姿』 (講談社） 1998.3
- 『東南アジアの三輪車』 (旅行人） 1999.9
- 『アジア・旅の五十音』 (講談社文庫） 1999.9
- 『アフリカの満月』 (旅行人） 2000.4
- 『タイ様式』 (講談社文庫)  2001.3
- 『旅行記でめぐる世界』 (文春新書） 2003.2
- 『異国憧憬 戦後海外旅行外史』 (JTB） 2003.12
- 『プラハ巡覧記 風がハープを奏でるように』 (産業編集センター、わたしの旅ブックス)  2020.6